# داء السلائل الورمي الغدي العائلي
داء السلائل أو داء البوليبات العائلي (بالإنجليزية: Familial Adenomatous Polyposis) هو مرض وراثي نادر يتشكل بنمط جسدي قاهر تتوضع الطفرة على الذراع الطويل للصبغي الجسدي الخامس، يتصف بوجود أكثر من 100 بوليب في القولون والمستقيم، يتحول إلى سرطان قولون في حال عدم العلاج، يتوضع غالبا في القولون السيني والمستقيم، إصابة الذكور أكثر من الإناث ونادرة قبل البلوغ.

## الاختلاطات
- النزف
- الكيسات نظيرة الجلد
- أورام ليفية جلدية
- بوليبات الأنبوب الهضمي

## التشخيص
بالتنظير الهضمي والخزعات

## العلاج
- استئصال قولون تام واستئصال المستقيم وفغر اللفائفي
- استئصال قولون تام وإجراء مفاغرة لفائفية مستقيمية
- استئصال قولون تام واستئصال المستقيم وتصنيع جيب لفائفي ومفاغرة مع الشرج.